# National Mapping and Resource Information Authority
De National Mapping and Resource Information Authority (afgekort: NAMRIA) is de cartografische dienst van de Filipijnen. Naast het leveren van cartogafische diensten, is NAMRIA verantwoordelijk voor het bewaren en verspreiden van data van de Filipijnse natuurlijke hulpbronnen in de vorm van kaarten, grafieken, tekst en statistieken. Het agentschap valt direct onder het Ministerie van Milieu en Natuurlijke hulpbronnen. 

## Organisatie
NAMRIA is ingedeeld in vier departementen. Het hydrografie departement is verantwoordelijk voor het vergaren en analyseren van hydrographische en oceanische data ten behoeve voor navigatiedoeleinden en oceanische onderzoek. De producten die het hydrografisch departement produceert zijn onder andere zeekaarten, navigatiewaarschuwingen en getijde- en stroomrichtingsinformatie.